# Bill Moody
Bill Moody (* 27. September 1941 in Webb City, Missouri; † 14. Januar 2018) war ein US-amerikanischer Krimiautor, Jazz-Autor und -Schlagzeuger.

## Leben und Werk
Bill Moody wuchs in Santa Monica auf und studierte nach vier Jahren in der United States Air Force am Berklee College of Music in Boston. Seine Karriere als professioneller Schlagzeuger begann er in einer südkalifornischen Surfband, doch bald wurde ihm dies zu langweilig und er begann im Trio mit dem Pianisten Junior Mance und dem Sänger Jimmy Rushing als Jazzmusiker.
Auf Einladung eines tschechoslowakischen Kommilitonen aus Berklee spielte er vertretungsweise 1967 mit der Big Band von Gustav Brom bei Auftritten während des Jazz Festivals Prag. Nach den ursprünglich geplanten zwei Wochen blieb er in Brünn hängen. Während des nächsten Jahres war er der einzige Amerikaner, der mit der Band die Sowjetunion und die DDR bereisen durfte. Der Einmarsch der Truppen des Warschauer Paktes in Prag und das Ende des Prager Frühlings überraschte ihn bei einem kurzen Aufenthalt in London und es dauerte mehrere Monate, bis er wieder in seine Wohnung nach Brünn kam und sein Schlagzeug zurückerhielt. Er blieb noch weitere zwei Jahre in Europa, wo er u. a. mit Maynard Ferguson, Annie Ross und Jon Hendricks spielte und an einer Theaterproduktion mit Peter Herbolzheimer in Hamburg mitwirkte. Nachdem er mit dem Orchester des Sängers Lou Rawls auf dessen Europatournee gespielt hatte, heuerte ihn dieser als festes Mitglied an und er kehrte in die Vereinigten Staaten nach Los Angeles zurück, wo er auch mit Earl Hines auftrat. Mit Lou Rawls spielte er ab Mitte der 1970er in den großen Hotels von Las Vegas ebenso wie in Japan und Australien. Der Sänger sollte ihm später als Vorbild für die Figur des Lonnie Cole in seinem ersten Roman Solo Hand dienen – ein Jazzsänger, der auf Betreiben seiner Plattenfirma in einen Popstar und Allround-Entertainer verwandelt wird.
Neben seinen Engagements studierte Moody Literatur an der University of Nevada, Las Vegas, wo er auch später unterrichten sollte. Er begann als Musikkritiker für JazzTimes zu schreiben, verfasste aber auch erste Kurzgeschichten (z. B. für Ellery Queens Mystery Magazine). Acht Jahre lang war er Jazz-DJ beim universitätseigenen Radiosender KUNV-FM.
Erfahrungen aus seinem Europaaufenthalt verarbeitete er zu einem Buch über die Expatriates unter den US-amerikanischen Jazzmusikern. Das Buch The Jazz Exiles. American Musicians Abroad beruht auf Interviews mit Art Farmer, Mark Murphy, Jon Hendricks, Bud Freeman, Bob Dorough u. a. Bekannt wurde Bill Moody jedoch ab 1994 durch seine Kriminalromane aus dem Jazz-Milieu, die ebenfalls Erfahrungen aus Europa (Looking for Chet Baker, dt. auf der Suche nach Chet Baker) und Las Vegas einfließen ließen (Death of a Tenor Man, dt. Moulin Rouge, Las Vegas um die Ermordung von Wardell Gray). Sein Protagonist ist dabei der Pianist Evan Horne, der gezwungenermaßen Privatdetektiv wird, nachdem ihm bei einem Unfall die rechte Hand zerschmettert wurde. Als Vorbild diente ihm teilweise der Pianist Bill Evans. In seinen Romanen mixte er häufig reale Charaktere und Ereignisse mit fiktiven Vorgängen. In Bird Lives kommt er einem Serienmörder auf die Spur, der Smooth-Jazz-Musiker ermordet und dabei eine Kette von Hinweisen aus der Jazzgeschichte hinterlässt. In Shades of Blue dreht es sich um die Birth of the Cool–Sessions von Miles Davis und die Frage, inwieweit er dabei „Anleihen“ bei anderen Musikern machte. Außerdem schilderte er das Milieu von Monte Rio, wo Moody lange wohnte. In The Sound of the Trumpet geht es um verlorengegangene Aufnahmen von Clifford Brown.
Moody lebte bei San Francisco. Er lehrte Creative Writing an der Sonoma State University in Kalifornien, war aber auch als Jazzmusiker in der San Francisco Bay Area mit dem Terry Henry Trio und Dick Cole aktiv.

## Veröffentlichungen

### Sachbücher
- The Jazz Exiles. American Musicians Abroad University of Nevada Press, 1993

### Kriminalromane
- Solo Hand, 1994
  - Solo Hand, dt. von Anke Caroline Burger; Unionsverlag, Zürich 2001. ISBN 3-293-20198-9
- Death of a Tenor Man, 1995
  - Moulin Rouge, Las Vegas, dt. von Anke Caroline Burger; Unionsverlag, Zürich 2002. ISBN 3-293-20231-4
- The Sound of the Trumpet, 1997
- Bird Lives!, 1999
  - Bird Lives!, dt. von Anke Caroline Burger; Unionsverlag, Zürich 2006. ISBN 3-293-00356-7
- Looking for Chet Baker, 2002
  - Auf der Suche nach Chet Baker, dt. von Anke Caroline Burger; Unionsverlag, Zürich 2004. ISBN 3-293-00330-3
  - als Hörbuch: Auf der Suche nach Chet Baker, gelesen von Karl-Heinz Tafel; Delta Music, Frechen 2006. ISBN 3-86538-209-6
- Shades of Blue, 2008
- Fade to Blue, 2011
- Czechmate: The Spy Who Played Jazz, 2012
  - Der Spion, der Jazz spielte, dt. von Ulrike Becker; Polar Verlag, Hamburg 2015. ISBN 978-3-94513319-4